# Pseudocheilinops ataenia
Pseudocheilinops ataenia Schultz, 1960, unica specie del genere Pseudocheilinops è un pesce di acqua salata appartenente alla famiglia Labridae.

## Habitat e Distribuzione
Proviene dalle barriere coralline del nord ovest dell'oceano Pacifico; è stato localizzato in Indonesia, Celebes, Palau, ed a sud delle Filippine. Vive quasi esclusivamente nelle acque costiere, dove vive la maggior parte dei coralli.

## Descrizione
Presenta un corpo compresso lateralmente, alto e non particolarmente allungato, con la testa dal profilo appuntito e gli occhi grandi. La livrea è prevalentemente arancione a strisce orizzontali più scure, anche se sulla gola è presente un'area rosa-grigiastra. Le pinne hanno i raggi molto allungati, in particolare lo sono i primi 8-9 della pinna dorsale ed i primi 2-3 della pinna anale; non supera i 6,5 cm.

## Biologia

### Comportamento
Di solito nuota in piccoli banchi di pochi esemplari. È una specie dipendente dai coralli in quanto lì trova tutte le sue fonti di nutrimento. di solito si trova con il corallo Anacropora.

### Alimentazione
Ha una dieta prevalentemente carnivora, composta soprattutto da varie specie di invertebrati marini, soprattutto crostacei anfipodi.

## Conservazione
È classificato come "a rischio minimo" (LC) dalla lista rossa IUCN perché non è minacciato da particolari pericoli, ma lo sbiancamento dei coralli potrebbe danneggiarlo.